# Rock and Roll Hall of Fame

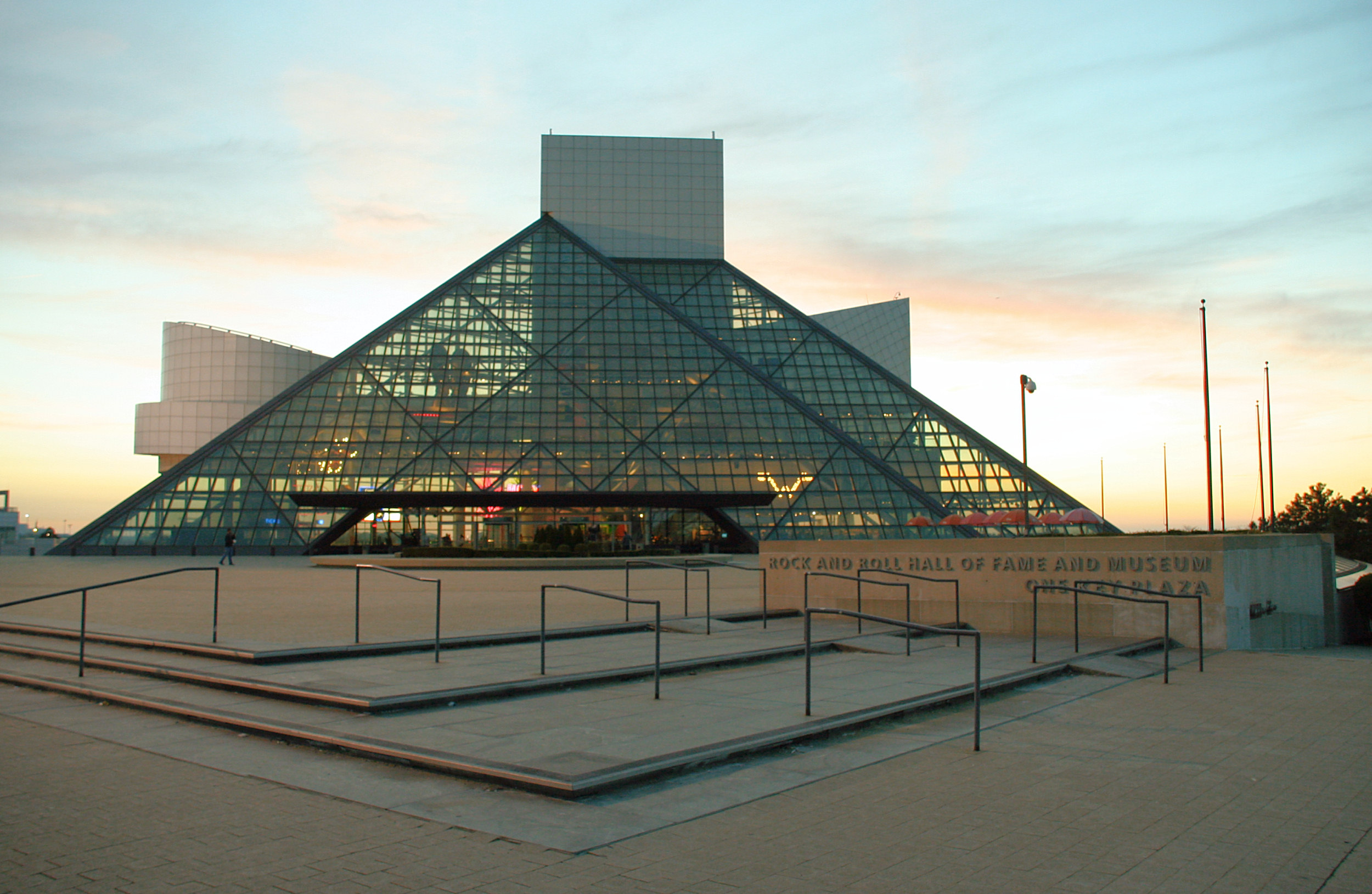
La Rock and Roll Hall of Fame al tramonto.

Il Rock and Roll Hall of Fame and Museum è un museo statunitense che si trova a Cleveland, nell'Ohio. È dedicato alla memoria di alcuni tra i più importanti e influenti artisti, produttori, ingegneri del suono e personalità che hanno influenzato l'industria musicale. Particolarmente il museo cura la storia che concerne il rock and roll.

## Hall of Fame

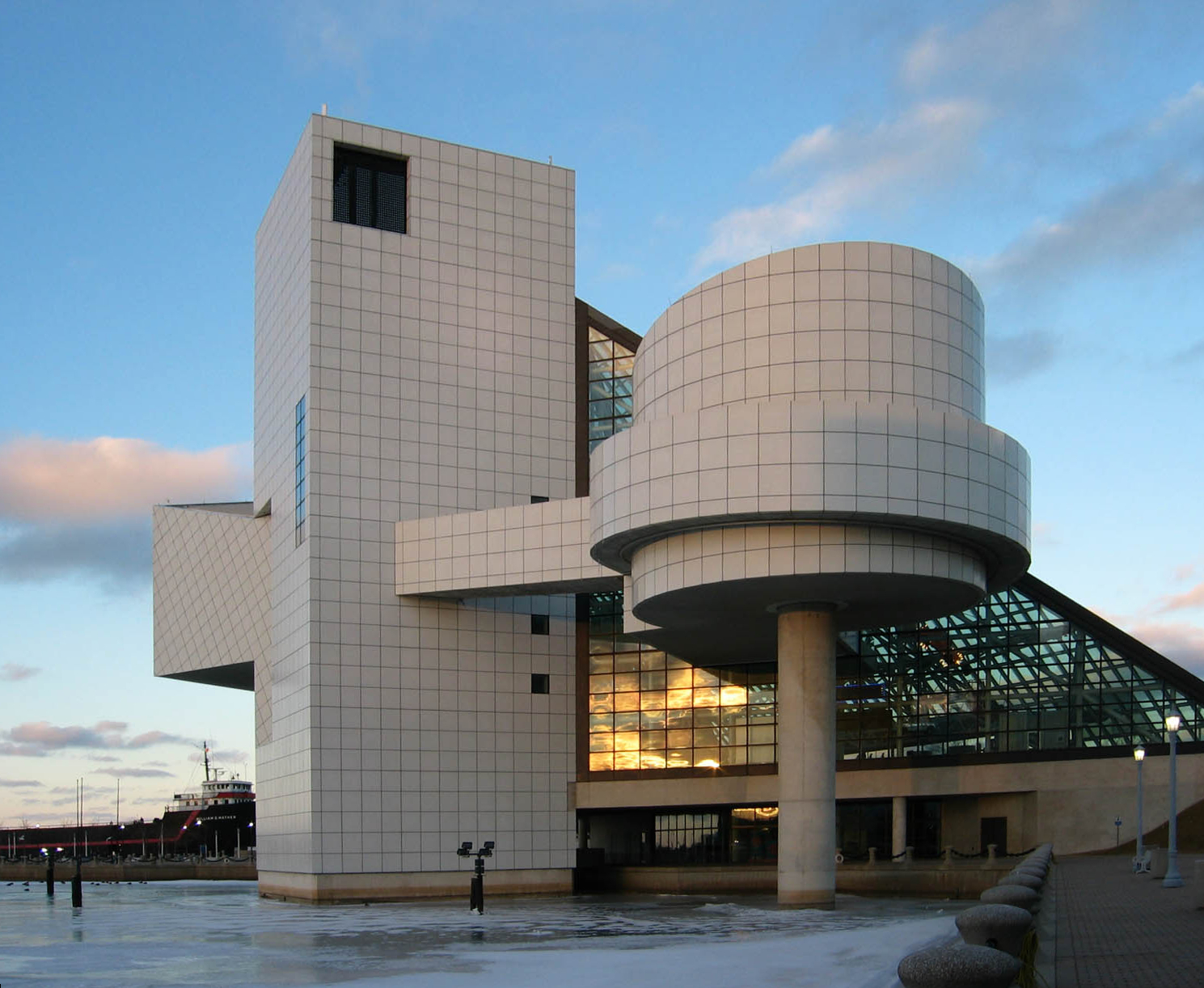
La Rock and Roll Hall of Fame, sullo sfondo il Lago Erie.

I nomi di coloro che vengono ammessi nella Hall of Fame vengono resi noti durante una cerimonia annuale che si svolge a New York. Il primo gruppo di artisti venne inserito il 23 gennaio del 1986: Chuck Berry, James Brown, Ray Charles, Sam Cooke, Fats Domino, The Everly Brothers, Alan Freed, John Hammond, Buddy Holly, Robert Johnson, Jerry Lee Lewis, Little Richard, Sam Phillips, Elvis Presley, Jimmie Rodgers e Jimmy Yancey.
Attualmente possono essere proposti per l'ammissione alla Hall of Fame singoli artisti, o gruppi, solamente dopo che siano trascorsi almeno 25 anni dalla pubblicazione della loro prima incisione. Le nomine sono rivolte a coloro che hanno giocato un ruolo di significativa influenza nella storia del rock and roll. La Hall of Fame si compone di quattro categorie: Performer, Non-Performer, Early Influence e Sidemen (quest'ultima dal 2000).

### Performer (interpreti)
Tra i performer sono annoverati cantanti e musicisti. Una commissione appositamente nominata seleziona i nomi da proporre per l'ingresso nella Hall of Fame. Avviene poi una votazione che coinvolge circa mille esperti del settore, tra cui accademici, giornalisti, produttori e altri. Ogni anno avvengono approssimativamente tra le cinque e le sette ammissioni (anche se, soprattutto per i primi anni, questo limite viene ecceduto). Solo per il 2012 una commissione apposita ha selezionato e introdotto sei gruppi d'accompagnamento di cantanti già in precedenza inseriti nella Hall of Fame.

### Non-performer (non-interpreti)

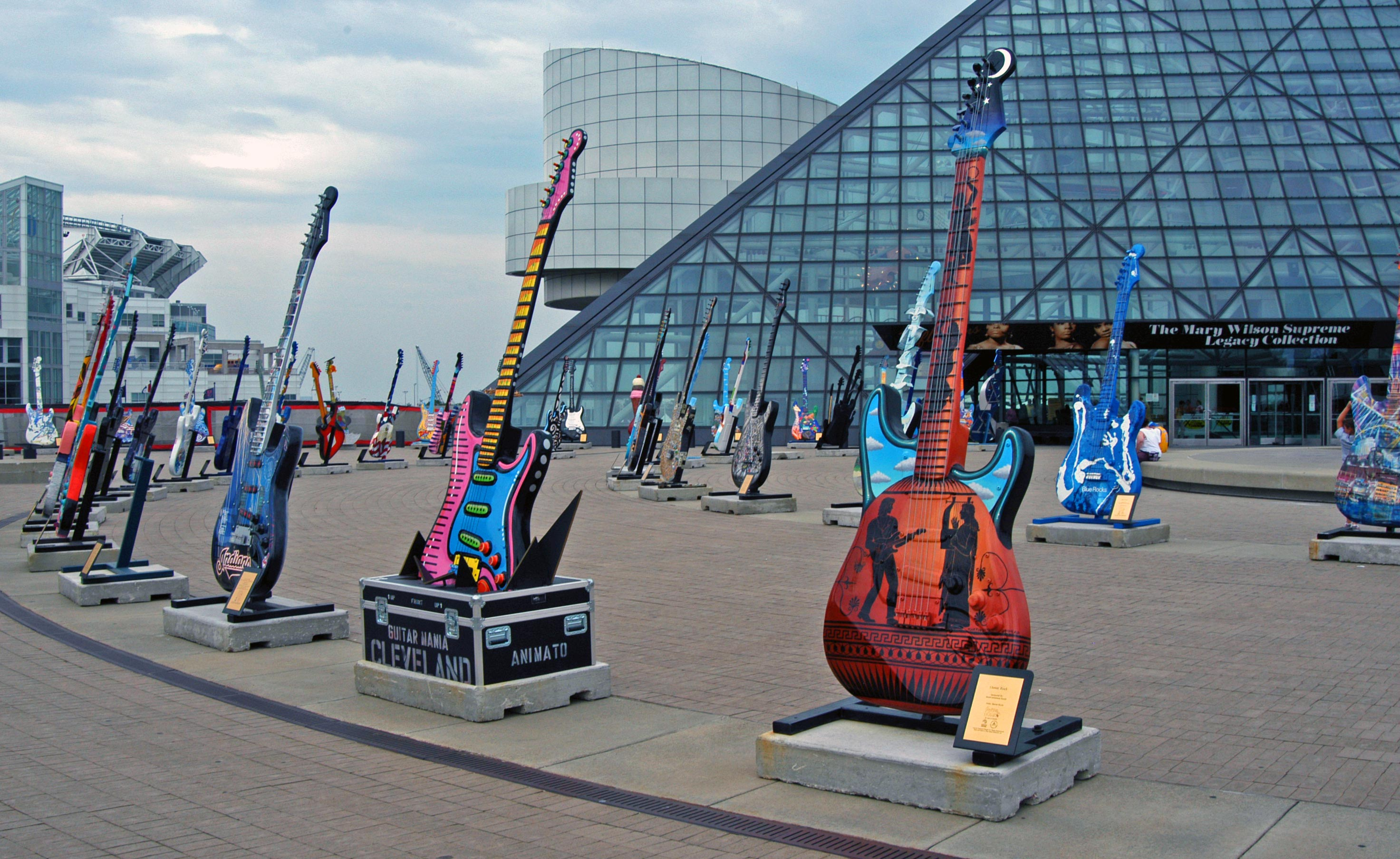
Sculture a forma di chitarra alla Rock Hall nel 2004.

Questa categoria include gli scrittori di canzoni, i produttori, i disc jockey, i giornalisti e altre figure professionali dell'industria della musica.
Alcuni dei più noti non-performer annoverati nella Rock and Roll Hall of Fame sono il fondatore della Sun Records Sam Phillips, il disc jockey e grande promotore del rock and roll Alan Freed, il produttore di Ronettes e Righteous Brothers Phil Spector, il produttore dei Beatles George Martin, il fondatore della Fender Leo Fender, il fondatore della rivista Rolling Stone Jann Wenner e il patron della Atlantic Records (oltre che fondatore e uno dei presidenti del museo) Ahmet Ertegün.
Una commissione apposita è direttamente responsabile delle ammissioni nelle categorie Non-Performers e Early-Influences (prime influenze).

### Early influence (le influenze dei primi anni)
Questa sezione è dedicata agli artisti dell'epoca più lontana, tratta soprattutto di country, folk e blues, la cui musica ha ispirato e influenzato gli artisti di rock and roll. Tra gli ultimi inseriti: Nat King Cole e Billie Holiday nel 2000. Altri nomi famosi sono Hank Williams, musicista country, Howlin' Wolf nel blues e Louis Armstrong per il jazz.

### Sidemen
La categoria dei sideman ("uomini a fianco" letteralmente, o "comprimari") include musicisti selezionati da una commissione composta primariamente da produttori. Si tratta di veri e propri veterani nel campo della musica e concertisti.

## La fondazione e il museo
La Rock and Roll Hall of Fame Foundation fu creata nel 1983. In realtà la sede di Cleveland fu costruita solo in un secondo momento. La città fu in lizza con Memphis (casa degli Sun Studios e della Stax Records), Cincinnati (casa della King Records) e New York. Ma a favore della scelta finale intervenne il fatto che, proprio da Cleveland, il disc jockey Alan Freed, secondo molti esperti, contribuì a diffondere e addirittura a coniare il termine "rock and roll". Sempre alla stessa città è riconosciuto il primato dello svolgimento del primo concerto rock and roll. La scelta definitiva fu appannaggio naturalmente della fondazione, ma un sondaggio dello USA Today in merito vide vincere Cleveland su Memphis di circa 100.000 voti e in favore di Cleveland accorse anche una petizione sottoscritta da 600.000 fan.
Tuttavia il dibattito sui motivi che portarono a costruire la sede della fondazione è ancora aperto, in particolare si ritiene che ciò che fece pendere l'ago della bilancia definitivamente verso Cleveland fu un ottimo pacchetto finanziario. Michael Norman notò: «Non fu Alan Freed. Furono 65 milioni di dollari…Cleveland lo voleva qui e tirò fuori i soldi.»
Inizialmente la Hall of Fame doveva essere eretta nei pressi del fiume Cuyahoga. La collocazione definitiva fu individuata invece presso il Lago Erie, poco a est del Cleveland Browns Stadium e del Great Lakes Science Center.
Durante la fase di progettazione ci si rese conto che i fondi avrebbero potuto non essere sufficienti e si prese in considerazione di utilizzare come sede della Hall of Fame il vecchio palazzo della May Company. Alla fine la struttura fu costruita ex novo e progettata dall'architetto cinese Ieoh Ming Pei, tra i cui lavori figurano la piramide del Louvre e la Bank of China Tower. Il disegno vide la realizzazione, per il museo, di una torre con una piramide di vetro che da essa si protende. Inizialmente concepita per stagliarsi fino a 60 metri da terra, la torre è stata poi realizzata alta 50 metri, a causa dei problemi che avrebbe potuto arrecare al vicino aeroporto di Lakefront. La base della costruzione si estende su 13.500 metri quadrati. La cerimonia per l'inizio dei lavori, 7 giugno 1993, venne onorata della presenza di Pete Townshend e Chuck Berry. L'apertura del museo avvenne il 2 settembre 1995, a tagliare il nastro, tra gli altri, Yōko Ono e Little Richard.
Ci sono sette piani nella struttura, che ospitano mostre permanenti o itineranti, testimonianza della storia del rock and roll. Le esposizioni temporanee ospitano oggetti consegnati al museo solo per un periodo di tempo limitato, oppure vengono proiettati film (come Concert for Bangladesh di George Harrison, del 2007). Le mostre permanenti possono variare dalla storia della tecnologia audio, all'esposizione di manichini; sono anche esposte fotografie che immortalano la musica nelle città attraverso gli anni, per cui è possibile ammirare com'era Memphis negli anni 50, Detroit, Liverpool e San Francisco negli anni 60, Los Angeles, New York e Londra negli anni 70 e 80 e Seattle negli anni 90.
Il terzo livello ospita un muro con tutte le firme degli ammessi; l'ultimo livello, il settimo, è riservato a mostre temporanee che si occupano di un gruppo o artista per un certo periodo; occupa l'intero piano, che è anche il più piccolo dell'edificio. Tra gli artisti rappresentati: Elvis Presley, The Who, John Lennon, U2, Bob Dylan, The Clash e The Supremes.
Il museo è sito in Cleveland, mentre la cerimonia annuale che rende noti gli ammessi ha luogo a New York durante il mese di marzo (tranne nel 1997, quando si svolse a Cleveland): questo è stato fonte di controversie e tensioni tra la Fondazione e la Hall of Fame stessa; nel dicembre del 2007 fu annunciato che Cleveland avrebbe ospitato la cerimonia ogni tre anni a partire dal 2009.

## Critiche
Le principali critiche nei confronti della Rock and Roll Hall of Fame riguardano il fatto che il processo di candidatura di artisti e tecnici sia controllato da pochi personaggi, peraltro non coinvolti direttamente nell'industria musicale, tra i quali i fondatori Jann Wenner e Suzan Evans e l'autore Dave Marsh, che soprattutto nella scelta dei Performer sembrano lasciar intendere opinioni personali e non pubbliche. Un ex collaboratore addetto alle candidature ha espresso un commento al riguardo: "Una volta la Evans contestò la tendenza di alcuni seguaci della manifestazione a scegliere i nomi meno importanti, non personaggi in grado di attirare il pubblico generale, al punto da non tenere conto di un artista doo-wop a favore di uno illustre ... alcuni precursori degli anni cinquanta e sessanta furono esclusi dalla giuria, non essendo considerati né in grado di attirare molti ascoltatori né di ispirare correnti musicali giunte in seguito, dando la precedenza a grandi nomi degli anni settanta, presenti spesso nelle classifiche musicali". Sister Rosetta Tharpe, considerata diverse volte la "madrina del rock and roll", fu per esempio ammessa nella categoria degli ispiratori solo nel 2018. Maureen Tucker, batterista dei The Velvet Underground, espresse un giudizio negativo nei confronti della hall of fame, nonostante l'ammissione del suo gruppo.
Il processo di selezione degli artisti è stato accusato anche di "opacità". Janet Morrissey, autrice del giornale The New York Times scrisse:
Per la Rock and Roll Hall of Fame, le capacità di un artista musicale sono direttamente proporzionali a quelle di ottenere fama e denaro. La selezione degli artisti deriva da procedure mentali improbabili, note solo ai responsabili dell'istituto.
Jon Landau, presidente del comitato delle candidature, in un'intervista concessa allo stesso giornale ha confermato molte osservazioni al riguardo.
Secondo Fox News, la hall of fame ha ignorato molte petizioni firmate, e nelle assegnazioni sono stati favoriti solo artisti collegati ad etichette musicali specifiche, capaci di produrre solo "grossi nomi" ed apertamente in buoni rapporti con lo stesso istituto. Il comitato è stato anche accusato di preferire alcuni generi piuttosto che altri. Nel 2007 l'autore Brett Milano accusò la hall of fame di "aver completamente ignorato intere correnti musicali, tra le quali il rock progressivo, il funk di New Orleans e gran parte della stessa black music". All'epoca del suddetto commento, i Pink Floyd furono l'unico gruppo associato al genere ammesso nella categoria "Performer", ma in seguito il suo commento fu smentito dall'ingresso di altri gruppi simili come Genesis, Rush, Yes e The Moody Blues. Nel 2022 Steven Hyden, autore della rivista Uproxx ed ex votante, scrisse che l'istituto non tenesse conto di artisti rock alternativo ed indie rock. Hyden notò la mancanza di 13 influenti gruppi statunitensi, presi in considerazione da Michael Azerrad nel libro del 2001 Our Band Could Be Your Life, e sostenne che "la storia del rock and roll non ha senso senza di loro". Un'altra importante critica riguarda la tendenza della hall of fame a prendere in considerazione solo artisti statunitensi e britannici, tenendo conto per esempio di pochi artisti originari del Canada, tra cui Neil Young, Joni Mitchell, Leonard Cohen, Rush e The Band.
La hall of fame è accusata anche di ammettere, ogni anno, molti più artisti musicali di quanto dovrebbe. Un autore ha bisogno di almeno metà dei voti per essere ammesso, nonostante il mancato annuncio delle percentuali finali e la presenza di ripetuti ballottaggi. In genere il comitato candida un piccolo numero di artisti (12 nel 2010) provenienti da un numero sempre crescente di generi musicali diversi. Molti votanti tra cui Joel Selvin, egli stesso ex membro del comitato di candidatura, nel 2007 non hanno partecipato ai ballottaggi, avendo percepito la scarsa autorevolezza di molti candidati.
I membri superstiti del gruppo punk rock britannico Sex Pistols, nonostante la loro ammissione nel 2006, rifiutarono di partecipare alla cerimonia, considerandola addirittura una "macchia di urina". Nel 2018, anno dell'ammissione dei britannici Dire Straits, il loro cantante Mark Knopfler non partecipò alla cerimonia e non offrì spiegazioni al riguardo, lasciando però parlare il bassista John Illsley: "Il mio collega non se la sente di partecipare, non ama la cerimonia, non ha voluto ascoltare le mie suppliche". Liam Gallagher, cantante degli Oasis, sul sito web X ha contestato la stessa candidatura del suo gruppo nel 2024, con giudizi negativi espliciti.
In un'intervista concessa nel 2013 all'emittente radiofonica BBC Radio 6 Music, la cantante Charlotte Church ha accusato il museo di favorire prevalentemente interpreti maschili. Le statistiche al riguardo parlano dell'8,5 per cento di donne ammesse nell'istituto. Unendo tutte le categorie, su 719 personaggi inclusi solo 61 sono donne. Courtney Love ha espresso simili giudizi negativi nel 2023, mettendo in evidenza l'eccesso di tempo richiesto per l'ammissione delle colleghe Kate Bush, Nina Simone, Carole King, Linda Ronstadt e Tina Turner solista, e il mancato riconoscimento di Chaka Khan nonostante sette candidature. In seguito alla morte di Donna Summer nel 2012, Elton John ha criticato la hall of fame per non aver ammesso la cantante in vita.
Steve Miller, ammesso nel 2016, espresse anche lui giudizi negativi contro la presenza minoritaria di donne nelle diverse categorie dell'istituto. Rick Nielsen, chitarrista dei Cheap Trick, considerò le visite al museo "spese non necessarie".
Nel 2018 Bruce Dickinson, cantante degli Iron Maiden considerò la hall of fame "una cricca di idioti illetterati, retta da americani purosangue incapaci di capire il concetto stesso di rock and roll". Dickinson espresse anche disappunto generale verso la cerimonia, sostenendo che "far entrare un artista musicale in un museo vuol dire averne dichiarato il decesso". Gli Iron Maiden sono diventati candidabili nel 2004. Il sito web Blabbermouth.net, specializzato in musica hard rock ed heavy metal, nel 2013 espresse lamentele per la mancata ammissione dei Kiss e dei Deep Purple, inseriti rispettivamente solo nel 2014 e nel 2016. In un'intervista concessa al suddetto sito nel 2019 Ian Hill, bassista dei Judas Priest, ha giudicato in modo negativo la cerimonia, sostenendo che "favorisce la musica heavy metal solo se è commercialmente fortunata e piace anche a chi non la comprende".
Molte persone hanno criticato le ammissioni del 2020, in particolare l'esclusione della Dave Matthews Band.

## Lista degli artisti inseriti nella categoriaPerformer
| Anno | Nome                                   | Membri |
| ---- | -------------------------------------- | --- |
| 1986 | Chuck Berry                            | |
| 1986 | James Brown                            | |
| 1986 | Ray Charles                            | |
| 1986 | Sam Cooke                              | |
| 1986 | Fats Domino                            | |
| 1986 | The Everly Brothers                    | Don Everly e Phil Everly |
| 1986 | Buddy Holly                            | |
| 1986 | Jerry Lee Lewis                        | |
| 1986 | Little Richard                         | |
| 1986 | Elvis Presley                          | |
| 1987 | The Coasters                           | Carl Gardner, Cornelius Gunter, Billy Guy e Will "Dub" Jones |
| 1987 | Eddie Cochran                          | |
| 1987 | Bo Diddley                             | |
| 1987 | Aretha Franklin                        | |
| 1987 | Marvin Gaye                            | |
| 1987 | Bill Haley                             | |
| 1987 | B.B. King                              | |
| 1987 | Clyde McPhatter                        | |
| 1987 | Ricky Nelson                           | |
| 1987 | Roy Orbison                            | |
| 1987 | Carl Perkins                           | |
| 1987 | Smokey Robinson                        | |
| 1987 | Big Joe Turner                         | |
| 1987 | Muddy Waters                           | |
| 1987 | Jackie Wilson                          | |
| 1988 | The Beach Boys                         | Al Jardine, Mike Love, Brian Wilson, Carl Wilson e Dennis Wilson |
| 1988 | The Beatles                            | George Harrison, John Lennon, Paul McCartney e Ringo Starr |
| 1988 | The Drifters                           | Ben E. King, Rudy Lewis, Clyde McPhatter, Johnny Moore, Bill Pinkney, Charlie Thomas e Gerhart Thrasher |
| 1988 | Bob Dylan                              | |
| 1988 | The Supremes                           | Florence Ballard, Diana Ross e Mary Wilson |
| 1989 | Dion                                   | |
| 1989 | Otis Redding                           | |
| 1989 | The Rolling Stones                     | Mick Jagger, Brian Jones, Keith Richards, Ian Stewart, Mick Taylor, Charlie Watts, Ron Wood e Bill Wyman |
| 1989 | The Temptations                        | Dennis Edwards, Melvin Franklin, Eddie Kendrick, David Ruffin, Otis Williams e Paul Williams |
| 1989 | Stevie Wonder                          | |
| 1990 | Hank Ballard                           | |
| 1990 | Charlie Christian                      | |
| 1990 | Bobby Darin                            | |
| 1990 | The Four Seasons                       | Tom DeVito, Bob Gaudio, Nick Massi e Frankie Valli |
| 1990 | Four Tops                              | Renaldo "Obie" Benson, Abdul "Duke" Fakir, Lawrence Payton e Levi Stubbs |
| 1990 | The Kinks                              | Mick Avory, Dave Davies, Ray Davies e Peter Quaife |
| 1990 | The Platters                           | David Lynch, Herb Reed, Paul Robi, Zola Taylor e Tony Williams |
| 1990 | Simon and Garfunkel                    | Paul Simon e Art Garfunkel |
| 1990 | The Who                                | Roger Daltrey, John Entwistle, Keith Moon e Pete Townshend |
| 1991 | LaVern Baker                           | |
| 1991 | The Byrds                              | Gene Clark, Michael Clarke, David Crosby, Chris Hillman e Roger McGuinn |
| 1991 | John Lee Hooker                        | |
| 1991 | The Impressions                        | Arthur Brooks, Richard Brooks, Jerry Butler, Fred Cash, Sam Gooden e Curtis Mayfield |
| 1991 | Wilson Pickett                         | |
| 1991 | Jimmy Reed                             | |
| 1991 | Ike and Tina Turner                    | Ike Turner e Tina Turner |
| 1992 | Bobby "Blue" Bland                     | |
| 1992 | Booker T. and the M.G.'s               | Steve Cropper, Donald Dunn, Al Jackson, Jr., Booker T. Jones e Lewis Steinberg |
| 1992 | Johnny Cash                            | |
| 1992 | The Isley Brothers                     | Chris Jasper, Ernie Isley, Marvin Isley, O'Kelly Isley, Jr., Ronald Isley e Rudolph Isley |
| 1992 | The Jimi Hendrix Experience            | Jimi Hendrix, Mitch Mitchell e Noel Redding |
| 1992 | Sam and Dave                           | Sam Moore e Dave Prater |
| 1992 | The Yardbirds                          | Jeff Beck, Eric Clapton, Chris Dreja, Jim McCarty, Jimmy Page, Keith Relf e Paul Samwell-Smith |
| 1993 | Ruth Brown                             | |
| 1993 | Cream                                  | Ginger Baker, Jack Bruce e Eric Clapton |
| 1993 | Creedence Clearwater Revival           | Doug Clifford, Stu Cook, John Fogerty e Tom Fogerty |
| 1993 | The Doors                              | John Densmore, Robby Krieger, Ray Manzarek e Jim Morrison |
| 1993 | Frankie Lymon and the Teenagers        | Sherman Garnes, Frankie Lymon, Jimmy Merchant, Joe Negroni e Herman Santiago |
| 1993 | Etta James                             | |
| 1993 | Van Morrison                           | |
| 1993 | Sly and the Family Stone               | Gregg Errico, Larry Graham, Jerry Martini, Cynthia Robinson, Freddie Stone, Rosie Stone e Sly Stone |
| 1994 | The Animals                            | Eric Burdon, Chas Chandler, Alan Price, John Steel e Hilton Valentine |
| 1994 | The Band                               | Rick Danko, Levon Helm, Garth Hudson, Richard Manuel e Robbie Robertson |
| 1994 | Duane Eddy                             | |
| 1994 | The Grateful Dead                      | Tom Constanten, Jerry Garcia, Donna Godchaux, Keith Godchaux, Mickey Hart, Robert Hunter, Bill Kreutzmann, Phil Lesh, Ron McKernan, Brent Mydland, Bob Weir e Vince Welnick                                                                                    |
| 1994 | Elton John                             | |
| 1994 | John Lennon                            | |
| 1994 | Bob Marley                             | |
| 1994 | Rod Stewart                            | |
| 1995 | The Allman Brothers Band               | Duane Allman, Gregg Allman, Dickey Betts, Jai Johanny Johanson, Berry Oakley e Butch Trucks |
| 1995 | Al Green                               | |
| 1995 | Janis Joplin                           | |
| 1995 | Led Zeppelin                           | John Bonham, John Paul Jones, Jimmy Page e Robert Plant |
| 1995 | Martha and the Vandellas               | Martha Reeves, Rosalind Ashford, Annette Beard, Betty Kelly, Lois Reeves e Sandra Tilley |
| 1995 | Neil Young                             | |
| 1995 | Frank Zappa                            | |
| 1996 | David Bowie                            | |
| 1996 | Gladys Knight and the Pips             | Gladys Knight, William Guest, Merald Knight e Edward Patten |
| 1996 | Jefferson Airplane                     | Marty Balin, Jack Casady, Spencer Dryden, Paul Kantner, Jorma Kaukonen e Grace Slick |
| 1996 | Little Willie John                     | |
| 1996 | Pink Floyd                             | Syd Barrett, David Gilmour, Nick Mason, Roger Waters e Rick Wright |
| 1996 | The Shirelles                          | Shirley Alston Reeves, Addie Harris, Doris Kenner-Jackson e Beverly Lee |
| 1996 | The Velvet Underground                 | John Cale, Sterling Morrison, Lou Reed e Maureen Tucker |
| 1997 | The Bee Gees                           | Barry Gibb, Maurice Gibb e Robin Gibb |
| 1997 | Buffalo Springfield                    | Richie Furay, Dewey Martin, Bruce Palmer, Stephen Stills e Neil Young |
| 1997 | Crosby, Stills and Nash                | David Crosby, Graham Nash e Stephen Stills |
| 1997 | The Jackson 5                          | Jackie Jackson, Jermaine Jackson, Marlon Jackson, Michael Jackson e Tito Jackson |
| 1997 | Joni Mitchell                          | |
| 1997 | Parliament-Funkadelic                  | Jerome Brailey, George Clinton, Bootsy Collins, Raymond Davis, Tiki Fulwood, Glenn Goins, Michael Hampton, Fuzzy Haskins, Eddie Hazel, Walter Morrison, Cordell Mosson, William "Billy Bass" Nelson, Garry Shider, Calvin Simon, Grady Thomas e Bernie Worrell |
| 1997 | The (Young) Rascals                    | Eddie Brigati, Felix Cavaliere, Gene Cornish e Dino Danelli |
| 1998 | Eagles                                 | Don Felder, Glenn Frey, Don Henley, Bernie Leadon, Randy Meisner, Timothy B. Schmit e Joe Walsh |
| 1998 | Fleetwood Mac                          | Lindsey Buckingham, Mick Fleetwood, Peter Green, Danny Kirwan, John McVie, Christine McVie, Stevie Nicks e Jeremy Spencer |
| 1998 | The Mamas and the Papas                | Denny Doherty, Cass Elliot, John Phillips e Michelle Phillips |
| 1998 | Lloyd Price                            | |
| 1998 | Santana                                | Carlos Santana, José Chepito Areas, David Brown, Mike Carabello, Gregg Rolie e Michael Shrieve |
| 1998 | Gene Vincent                           | |
| 1999 | Billy Joel                             | |
| 1999 | Curtis Mayfield                        | |
| 1999 | Paul McCartney                         | |
| 1999 | Del Shannon                            | |
| 1999 | Dusty Springfield                      | |
| 1999 | Bruce Springsteen                      | |
| 1999 | The Staple Singers                     | Cleotha Staples, Mavis Staples, Pervis Staples, Pops Staples e Yvonne Staples |
| 2000 | Eric Clapton                           | |
| 2000 | Earth, Wind & Fire                     | Philip Bailey, Larry Dunn, Johnny Graham, Ralph Johnson, Al McKay, Fred White, Maurice White, Verdine White e Andrew Woolfolk |
| 2000 | Lovin' Spoonful                        | Steve Boone, Joe Butler, John Sebastian e Zal Yanovsky |
| 2000 | The Moonglows                          | Prentiss Barnes, Harvey Fuqua, Peter Graves, Billy Johnson e Bobby Lester |
| 2000 | Bonnie Raitt                           | |
| 2000 | James Taylor                           | |
| 2000 | James Jamerson                         | |
| 2001 | Aerosmith                              | Tom Hamilton, Joey Kramer, Joe Perry, Steven Tyler e Brad Whitford |
| 2001 | Solomon Burke                          | |
| 2001 | The Flamingos                          | Jake Carey, Zeke Carey, Johnny Carter, Tommy Hunt, Terry "Buzzy" Johnson, Sollie McElroy, Nate Nelson e Paul Wilson |
| 2001 | Michael Jackson                        | |
| 2001 | Queen                                  | John Deacon, Brian May, Freddie Mercury e Roger Taylor |
| 2001 | Paul Simon                             | |
| 2001 | Steely Dan                             | Walter Becker e Donald Fagen |
| 2001 | Ritchie Valens                         | |
| 2002 | Isaac Hayes                            | |
| 2002 | Brenda Lee                             | |
| 2002 | Tom Petty and the Heartbreakers        | Tom Petty, Ron Blair, Mike Campbell, Howie Epstein, Stan Lynch e Benmont Tench |
| 2002 | Gene Pitney                            | |
| 2002 | Ramones                                | Dee Dee Ramone, Joey Ramone, Johnny Ramone, Marky Ramone e Tommy Ramone |
| 2002 | Talking Heads                          | David Byrne, Chris Frantz, Jerry Harrison e Tina Weymouth |
| 2003 | AC/DC                                  | Brian Johnson, Phil Rudd, Bon Scott, Cliff Williams, Angus Young e Malcolm Young |
| 2003 | The Clash                              | Terry Chimes, Topper Headon, Mick Jones, Paul Simonon e Joe Strummer |
| 2003 | Elvis Costello and the Attractions     | Elvis Costello, Steve Nieve, Bruce Thomas e Pete Thomas |
| 2003 | The Police                             | Stewart Copeland, Sting e Andy Summers |
| 2003 | Righteous Brothers                     | Bobby Hatfield e Bill Medley |
| 2004 | Jackson Browne                         | |
| 2004 | The Dells                              | Verne Allison, Chuck Barksdale, Johnny Carter, Johnny Funches, Marvin Junior e Michael McGill |
| 2004 | George Harrison                        | |
| 2004 | Prince                                 | |
| 2004 | Bob Seger                              | |
| 2004 | Traffic                                | Jim Capaldi, Dave Mason, Steve Winwood e Chris Wood |
| 2004 | ZZ Top                                 | Frank Beard, Billy Gibbons e Dusty Hill |
| 2005 | Buddy Guy                              | |
| 2005 | The O'Jays                             | Eddie Levert, Bobby Massey, William Powell, Sammy Strain e Walter Williams |
| 2005 | The Pretenders                         | Martin Chambers, Pete Farndon, James Honeyman-Scott e Chrissie Hynde |
| 2005 | Percy Sledge                           | |
| 2005 | U2                                     | Bono, Adam Clayton, The Edge e Larry Mullen |
| 2006 | Black Sabbath                          | Geezer Butler, Tony Iommi, Ozzy Osbourne e Bill Ward |
| 2006 | Blondie                                | Clem Burke, Jimmy Destri, Nigel Harrison, Deborah Harry, Frank Infante, Chris Stein e Gary Valentine |
| 2006 | Miles Davis                            | |
| 2006 | Lynyrd Skynyrd                         | Bob Burns, Allen Collins, Steve Gaines, Ed King, Gary Rossington, Billy Powell, Artimus Pyle, Ronnie Van Zant e Leon Wilkeson |
| 2006 | Sex Pistols                            | Paul Cook, Steve Jones, Glen Matlock, Johnny Rotten e Sid Vicious |
| 2007 | Grandmaster Flash and The Furious Five | Grandmaster Flash, Cowboy, Kidd Creole, Melle Mel, Rahiem e Scorpio |
| 2007 | R.E.M.                                 | Bill Berry, Peter Buck, Mike Mills e Michael Stipe |
| 2007 | The Ronettes                           | Ronnie Spector, Estelle Bennett e Nedra Talley |
| 2007 | Patti Smith                            | |
| 2007 | Van Halen                              | Michael Anthony, Sammy Hagar, David Lee Roth, Alex Van Halen e Eddie Van Halen |
| 2008 | The Dave Clark Five                    | Dave Clark, Lenny Davidson, Rick Huxley, Denny Payton e Mike Smith |
| 2008 | Leonard Cohen                          | |
| 2008 | Madonna                                | |
| 2008 | John Mellencamp                        | |
| 2008 | The Ventures                           | Bob Bogle, Nokie Edwards, Gerry McGee, Mel Taylor e Don Wilson |
| 2009 | Jeff Beck                              | |
| 2009 | Little Anthony and the Imperials       | Clarence Collins, Anthony Gourdine, Tracy Lord, Glouster "Nat" Rogers, Sammy Strain e Ernest Wright Jr. |
| 2009 | Metallica                              | Cliff Burton, Kirk Hammett, James Hetfield, Jason Newsted, Robert Trujillo e Lars Ulrich |
| 2009 | Run DMC                                | Darryl "D.M.C." McDaniels, Jason "Jam-Master Jay" Mizell e Joseph "DJ Run" Simmons |
| 2009 | Bobby Womack                           | |
| 2010 | ABBA                                   | Benny Andersson, Agnetha Fältskog, Anni-Frid Lyngstad e Björn Ulvaeus |
| 2010 | Genesis                                | Tony Banks, Phil Collins, Peter Gabriel, Steve Hackett e Mike Rutherford |
| 2010 | Jimmy Cliff                            | |
| 2010 | The Hollies                            | Bernie Calvert, Allan Clarke, Bobby Elliott, Eric Haydock, Tony Hicks, Graham Nash e Terry Sylvester |
| 2010 | The Stooges                            | Dave Alexander, Ron Asheton, Scott Asheton, Iggy Pop e James Williamson |
| 2011 | Alice Cooper                           | Alice Cooper, Glen Buxton, Michael Bruce, Dennis Dunaway e Neal Smith |
| 2011 | Neil Diamond                           | |
| 2011 | Dr. John                               | |
| 2011 | Darlene Love                           | |
| 2011 | Tom Waits                              | |
| 2012 | Beastie Boys                           | Michael "Mike D" Diamond, Adam "Ad-Rock" Horovitz e Adam "MCA" Yauch |
| 2012 | The Blue Caps                          | Gruppo d'accompagnamento di Gene Vincent. Introdotti: Tommy Facenda, Cliff Gallup, Dickie Harrell, Bobby Jones, Johnny Meeks, Jack Neal, Paul Peek, e Willie Williams                                                                                          |
| 2012 | The Comets                             | Gruppo d'accompagnamento di Bill Haley. Introdotti: Joey Ambrose, Franny Beecher, Danny Cedrone, Johnny Grande, Ralph Jones, Marshall Lytle, Rudy Pompilli, Al Rex, Dick Richards e Billy Williamson                                                           |
| 2012 | The Crickets                           | Gruppo d'accompagnamento di Buddy Holly. Introdotti: Jerry Allison, Sonny Curtis, Joe B. Mauldin e Niki Sullivan |
| 2012 | Donovan                                | |
| 2012 | The Famous Flame                       | Gruppo d'accompagnamento di James Brown. Introdotti: Bobby Bennett, Bobby Byrd, Baby Lloyd Stallworth e Johnny Terry |
| 2012 | Guns N' Roses                          | Steven Adler, Duff McKagan, Dizzy Reed, Axl Rose, Slash, Matt Sorum e Izzy Stradlin |
| 2012 | The Midnighters                        | Gruppo d'accompagnamento di Hank Ballard. Introdotti: Henry Booth, Cal Green, Arthur Porter, Lawson Smith, Charles Sutton, Norman Thrasher e Sonny Woods |
| 2012 | The Miracles                           | Gruppo d'accompagnamento di Smokey Robinson. Introdotti: Claudette Rogers Robinson, Bobby Rogers, Ronald White, Smokey Robinson, Marv Tarplin e Pete Moore |
| 2012 | Laura Nyro                             | |
| 2012 | Red Hot Chili Peppers                  | Flea, John Frusciante, Jack Irons, Anthony Kiedis, Josh Klinghoffer, Cliff Martinez, Hillel Slovak e Chad Smith |
| 2012 | The Small Faces/Faces                  | Kenney Jones, Ronnie Lane, Ian McLagan, Steve Marriott, Rod Stewart, e Ronnie Wood |
| 2013 | Heart                                  | Michael DeRosier, Roger Fisher, Steve Fossen, Howard Leese, Ann Wilson e Nancy Wilson |
| 2013 | Albert King                            | |
| 2013 | Randy Newman                           | |
| 2013 | Public Enemy                           | Chuck D, Flavor Flav, Terminator X, Professor Griff, Dj Lord e Sister Souljah |
| 2013 | Rush                                   | Geddy Lee, Alex Lifeson e Neil Peart |
| 2013 | Donna Summer                           | |
| 2014 | Peter Gabriel                          | |
| 2014 | Hall & Oates                           | Daryl Hall e John Oates |
| 2014 | Kiss                                   | Peter Criss, Ace Frehley, Gene Simmons e Paul Stanley |
| 2014 | Nirvana                                | Kurt Cobain, Dave Grohl e Krist Novoselic |
| 2014 | Linda Ronstadt                         | |
| 2014 | Cat Stevens                            | |
| 2015 | The Paul Butterfield Blues Band        | |
| 2015 | Green Day                              | Billie Joe Armstrong, Mike Dirnt, Tré Cool |
| 2015 | Joan Jett and the Blackhearts          | |
| 2015 | Lou Reed                               | |
| 2015 | Stevie Ray Vaughan and Double Trouble  | Stevie Ray Vaughan, Tommy Shannon, Chris Layton, Reese Wynans |
| 2015 | Bill Withers                           | |
| 2015 | Ringo Starr                            | |
| 2016 | Cheap Trick                            | Bun E. Carlos, Rick Nielsen, Tom Petersson e Robin Zander |
| 2016 | Chicago                                | Peter Cetera, Terry Kath, Robert Lamm, Lee Loughnane, James Pankow, Walter Parazaider e Danny Seraphine |
| 2016 | Deep Purple                            | Ritchie Blackmore, David Coverdale, Rod Evans, Ian Gillan, Roger Glover, Glenn Hughes, Jon Lord e Ian Paice |
| 2016 | Steve Miller                           | |
| 2016 | N.W.A                                  | DJ Yella, Dr. Dre, Eazy-E, Ice Cube e MC Ren |
| 2017 | Pearl Jam                              | Jeff Ament, Stone Gossard, Matt Cameron, Mike McCready, Eddie Vedder |
| 2017 | Electric Light Orchestra               | Bev Bevan, Jeff Lynne, Richard Tandy, Roy Wood |
| 2017 | Joan Baez                              | |
| 2017 | Journey                                | Jonathan Cain, Aynsley Dunbar, Steve Perry, Gregg Rolie, Neal Schon, Steve Smith, Ross Valory |
| 2017 | Tupac Shakur                           | |
| 2017 | Yes                                    | Jon Anderson, Bill Bruford, Steve Howe, Tony Kaye, Trevor Rabin, Chris Squire, Rick Wakeman, Alan White |
| 2018 | Bon Jovi                               | Jon Bon Jovi, David Bryan, Hugh McDonald, Richie Sambora, Alec John Such, Tico Torres |
| 2018 | The Cars                               | Elliot Easton, Greg Hawkes, David Robinson, Ric Ocasek, Benjamin Orr |
| 2018 | Dire Straits                           | Alan Clark, Guy Fletcher, John Illsley, David Knopfler, Mark Knopfler, Pick Withers |
| 2018 | The Moody Blues                        | |
| 2018 | Nina Simone                            | |
| 2019 | The Cure                               | Robert Smith, Boris Williams, Jason Cooper, Laurence Tolhurst, Michael Dempsey, Perry Bamonte, Porl Thompson, Reeves Gabrels, Roger O'Donnell, Simon Gallup |
| 2019 | Def Leppard                            | Joe Elliott, Rick Allen, Vivian Campbell, Steve Clark, Phil Collen, Rick Savage, Pete Willis |
| 2019 | Janet Jackson                          | |
| 2019 | Radiohead                              | Thom Yorke, Jonny Greenwood, Colin Greenwood, Ed O'Brien, Philip Selway |
| 2019 | Roxy Music                             | Bryan Ferry, Brian Eno, Phil Manzanera, Andy Mackay, Eddie Jobson, Paul Thompson |
| 2019 | Stevie Nicks                           | |
| 2019 | The Zombies                            | Rod Argent, Paul Atkinson, Colin Blunstone, Hugh Grundy, Chris White |
| 2020 | The Doobie Brothers                    | Tom Johnston, Patrick Simmons, John McFee, John Hartman, Michael Hossack, Tiran Porter, Keith Knudsen, Jeff "Skunk" Baxter, Michael McDonald |
| 2020 | Depeche Mode                           | Dave Gahan, Martin Gore, Andy Fletcher, Vince Clarke, Alan Wilder |
| 2020 | Nine Inch Nails                        | Trent Reznor, Atticus Ross, Robin Finck, Danny Lohner, Chris Vrenna, Alessandro Cortini, Ilan Rubin |
| 2020 | T. Rex                                 | Marc Bolan, Steve Currie, Mickey Finn, Bill Legend |
| 2020 | The Notorious B.I.G.                   | |
| 2020 | Whitney Houston                        | |
| 2021 | Foo Fighters                           | Dave Grohl, Taylor Hawkins, Rami Jaffee, Nate Mendel, Chris Shiflett, Pat Smear |
| 2021 | The Go-Go's                            | Charlotte Caffey, Belinda Carlisle, Gina Schock, Kathy Valentine, Jane Wiedlin |
| 2021 | Jay-Z                                  | |
| 2021 | Carole King                            | |
| 2021 | Todd Rundgren                          | |
| 2021 | Tina Turner                            | |
| 2022 | Pat Benatar                            | Pat Benatar e Neil Giraldo |
| 2022 | Duran Duran                            | Warren Cuccurullo, Simon Le Bon, Nick Rhodes, Andy Taylor, John Taylor, Roger Taylor |
| 2022 | Eminem                                 | |
| 2022 | Eurythmics                             | Annie Lennox, Dave Stewart |
| 2022 | Dolly Parton                           | |
| 2022 | Lionel Richie                          | |
| 2022 | Carly Simon                            | |
| 2023 | Kate Bush                              | |
| 2023 | Sheryl Crow                            | |
| 2023 | Missy Elliott                          | |
| 2023 | George Michael                         | |
| 2023 | Willie Nelson                          | |
| 2023 | Rage Against the Machine               | Tim Commerford, Zack De La Rocha, Tom Morello e Brad Wilk |
| 2023 | The Spinners                           | John Edwards, Henry Fambrough, Billy Henderson, Pervis Jackson, Bobby Smith e Philippé Wynne |
| 2024 | Mary J. Blige                          | |
| 2024 | Cher                                   | |
| 2024 | Dave Matthews Band                     | |
| 2024 | Foreigner                              | |
| 2024 | Peter Frampton                         | |
| 2024 | Kool & The Gang                        | |
| 2024 | Ozzy Osbourne                          | |
| 2024 | A Tribe Called Quest                   | |
| 2025 | Bad Company                            | Boz Burrell, Simon Kirke, Mick Ralphs, Paul Rodgers |
| 2025 | Chubby Checker                         | |
| 2025 | Joe Cocker                             | |
| 2025 | Cyndi Lauper                           | |
| 2025 | Outkast                                | André 3000, Big Boi |
| 2025 | Soundgarden                            | Matt Cameron, Chris Cornell, Ben Shepherd, Kim Thayil, Hiro Yamamoto |
| 2025 | The White Stripes                      | Jack White, Meg White |

1. 1 2 3 4 5 6  Solo per il 2012 una commissione apposita ha selezionato ed introdotto 6 gruppi d'accompagnamento di cantanti già in precedenza inseriti nella Hall of Fame.

## Lista degli artisti inseriti nella categoriaNon-Performer
| Anno | Nome                           |
| ---- | ------------------------------ |
| 1986 | Alan Freed                     |
| 1986 | Sam Phillips                   |
| 1987 | Leonard Chess                  |
| 1987 | Ahmet Ertegün                  |
| 1987 | Jerry Leiber and Mike Stoller  |
| 1987 | Jerry Wexler                   |
| 1988 | Berry Gordy, Jr.               |
| 1989 | Phil Spector                   |
| 1990 | Gerry Goffin and Carole King   |
| 1990 | Holland, Dozier and Holland    |
| 1991 | Dave Bartholomew               |
| 1991 | Ralph Bass                     |
| 1992 | Leo Fender                     |
| 1992 | Bill Graham                    |
| 1992 | Doc Pomus                      |
| 1993 | Dick Clark                     |
| 1993 | Milt Gabler                    |
| 1994 | Johnny Otis                    |
| 1995 | Paul Ackerman                  |
| 1996 | Tom Donahue                    |
| 1997 | Syd Nathan                     |
| 1998 | Allen Toussaint                |
| 1999 | George Martin                  |
| 2000 | Clive Davis                    |
| 2001 | Chris Blackwell                |
| 2002 | Jim Stewart                    |
| 2003 | Mo Ostin                       |
| 2008 | Kenneth Gamble and Leon Huff   |
| 2010 | David Geffen                   |
| 2010 | Otis Blackwell                 |
| 2010 | Ellie Greenwich and Jeff Barry |
| 2010 | Mort Shuman                    |
| 2010 | Jesse Stone                    |
| 2010 | Barry Mann and Cynthia Weil    |
| 2011 | Jac Holzman                    |
| 2011 | Art Rupe                       |
| 2012 | Don Kirshner                   |
| 2013 | Lou Adler                      |
| 2013 | Quincy Jones                   |
| 2014 | Brian Epstein                  |
| 2014 | Andrew Loog Oldham             |
| 2016 | Bert Berns                     |
| 2020 | Irving Azoff                   |
| 2020 | Jon Landau                     |
| 2021 | Clarence Avant                 |
| 2022 | Allen Grubman                  |
| 2022 | Jimmy Iovine                   |
| 2022 | Sylvia Robinson                |
| 2023 | Don Cornelius                  |
| 2024 | Suzanne de Passe               |

## Lista degli artisti inseriti nella categoriaEarly Influence
| Anno | Nome                             | Membri |
| ---- | -------------------------------- | --- |
| 1986 | Jimmie Rodgers                   | |
| 1986 | Jimmy Yancey                     | |
| 1986 | Robert Johnson                   | |
| 1987 | Louis Jordan                     | |
| 1987 | T-Bone Walker                    | |
| 1987 | Hank Williams                    | |
| 1988 | Woody Guthrie                    | |
| 1988 | Lead Belly                       | |
| 1988 | Les Paul                         | |
| 1989 | The Ink Spots                    | Bill Kenny, Charlie Fuqua, Deek Watson e Orville "Hoppy" Jones                                                                       |
| 1989 | Bessie Smith                     | |
| 1989 | The Soul Stirrers                | Roy Crain Sr., R. H. Harris, Jesse Farley e E. A. Rundless                                                                           |
| 1990 | Louis Armstrong                  | |
| 1990 | Ma Rainey                        | |
| 1991 | Howlin' Wolf                     | |
| 1992 | Elmore James                     | |
| 1992 | Professor Longhair               | |
| 1993 | Dinah Washington                 | |
| 1994 | Willie Dixon                     | |
| 1995 | The Orioles                      | Sonny Til, Tommy Gaither, George Nelson, Johnny Reed e Alexander Sharp                                                               |
| 1996 | Pete Seeger                      | |
| 1997 | Mahalia Jackson                  | |
| 1997 | Bill Monroe                      | |
| 1998 | Jelly Roll Morton                | |
| 1999 | Bob Wills and His Texas Playboys | Bob Wills, Tommy Duncan, Leon McAuliffe, Johnny Gimble, Joe "Jody" Holley, Tiny Moore, Herb Remington, Eldon Shamblin e Al Stricklin |
| 1999 | Charles Brown                    | |
| 2000 | Nat King Cole                    | |
| 2000 | Billie Holiday                   | |
| 2009 | Wanda Jackson                    | |
| 2012 | Freddie King                     | |
| 2015 | The "5" Royales                  | John L. Tanner, Eugene Tanner, James E. Moore, Obadiah H. Carter e Lowman Pauling, Jr                                                |
| 2018 | Sister Rosetta Tharpe            | |
| 2021 | Kraftwerk                        | Karl Bartos, Wolfgang Flür, Ralf Hütter, Florian Schneider                                                                           |
| 2021 | Charley Patton                   | |
| 2021 | Gil Scott-Heron                  | |
| 2022 | Harry Belafonte                  | |
| 2022 | Elizabeth Cotten                 | |
| 2023 | DJ Kool Herc                     | |
| 2023 | Link Wray                        | |
| 2024 | Alexis Korner                    | |
| 2024 | John Mayall                      | |
| 2024 | Big Mama Thornton                | |

## Lista degli artisti inseriti nella categoriaSideman
| Anno | Nome            | Strumento                     |
| ---- | --------------- | ----------------------------- |
| 2000 | Hal Blaine      | batteria                      |
| 2000 | King Curtis     | sassofono                     |
| 2000 | James Jamerson  | basso elettrico               |
| 2000 | Scotty Moore    | chitarra                      |
| 2000 | Earl Palmer     | batteria                      |
| 2001 | James Burton    | chitarra                      |
| 2001 | Johnnie Johnson | pianoforte                    |
| 2002 | Chet Atkins     | chitarra                      |
| 2003 | Benny Benjamin  | batteria                      |
| 2003 | Floyd Cramer    | pianoforte                    |
| 2003 | Steve Douglas   | sassofono                     |
| 2008 | Little Walter   | armonica a bocca              |
| 2009 | Bill Black      | contrabbasso, basso elettrico |
| 2009 | D. J. Fontana   | batteria                      |
| 2009 | Spooner Oldham  | tastiere, voce                |

## Lista degli artisti inseriti nella categoriaAward for Musical Excellence
| Anno | Nome                      |
| ---- | ------------------------- |
| 2011 | Leon Russell              |
| 2012 | Tom Dowd                  |
| 2012 | Glyn Johns                |
| 2012 | Cosimo Matassa            |
| 2014 | E Street Band             |
| 2015 | Ringo Starr               |
| 2017 | Nile Rodgers              |
| 2021 | LL Cool J                 |
| 2021 | Billy Preston             |
| 2021 | Randy Rhoads              |
| 2022 | Jimmy Jam and Terry Lewis |
| 2022 | Judas Priest              |
| 2023 | Chaka Khan                |
| 2023 | Al Kooper                 |
| 2023 | Bernie Taupin             |
| 2024 | Jimmy Buffett             |
| 2024 | MC5                       |
| 2024 | Dionne Warwick            |
| 2024 | Norman Whitfield          |

## Lista degli artisti inseriti nella categoriaLifetime Achievement
| Anno | Nome                       |
| ---- | -------------------------- |
| 1986 | John Hammond               |
| 1991 | Nesuhi Ertegun             |
| 2004 | Jann S. Wenner             |
| 2005 | Frank Barsalona            |
| 2005 | Seymour Stein              |
| 2006 | Herb Alpert and Jerry Moss |

## Lista categoriaThe Singles (dal 2018)
| Anno | Artista                       | Singolo                    |
| ---- | ----------------------------- | -------------------------- |
| 2018 | Link Wray                     | Rumble                     |
| 2018 | The Kingsmen                  | Louie Louie                |
| 2018 | Chubby Checker                | The Twist                  |
| 2018 | Jackie Brenston               | Rocket 88                  |
| 2018 | Steppenwolf                   | Born to Be Wild            |
| 2018 | Procol Harum                  | A Whiter Shade of Pale     |
| 2019 | The Chantels                  | Maybe                      |
| 2019 | The Champs                    | Tequila                    |
| 2019 | Barrett Strong                | Money (That's What I Want) |
| 2019 | The Isley Brothers            | Twist and Shout            |
| 2019 | The Shangri-Las               | Leader of the Pack         |
| 2019 | The Shadows of Knight         | Gloria                     |
| 2020 | Irma Thomas                   | Time Is on My Side         |
| 2020 | Junior Walker & the All-Stars | Shotgun                    |
| 2020 | Sam the Sham & the Pharaohs   | Wooly Bully                |
| 2020 | The Troggs                    | Wild Thing                 |
| 2020 | The Box Tops                  | The Letter                 |